# Албанизација
Албанизација је термин који се користи за описивање језичке или културне асимилације неалбанског становништва на албански језик и албанску културу. Основни циљ албанизације је стварање Велике Албаније која би садашње границе Албаније проширила на делове територија суседних држава Србије, Грчке, Македоније и Црне Горе.

## Албанизација на Косову и Метохији
Албанизација се најдуже и најсистематичније спроводи на територији Косова и Метохије почев од 17. века па све до данашњих дана. Албанизација Срба на Косову и Метохији од 17. до почетка 20. века последица је исламизације. Поисламљени Срби на овом простору су након примања нове вере били упућени на брачне, социјалне и културолошке везе са јединим муслиманима у области - Албанцима. Поисламљени Срби тако су примани у фисове, примали албански језик и обичаје и потпуно се утапали у албански етнос. За разлику од поисламљених Срба у Босни и Херцеговини који су задржавали језик и део обичаја, исламизовани Срби су на Косову и Метохији поред вере мењали и етникум. Изузетак од овог правила су само Горанци који су упркос исламизацији задржали језик и обичаје. Горанци су пре албанизације имали презимена са „ић”, али су одлуком комунистичких власти из 1956. године њихова презимена промењена, односно настављена је од државе одобрена албанизација из 1946. године, одлуком косовских институција, а на основу документа који је потписао Фадиљ Хоџа да се у презимена Албанаца унесу породична имена, па су они то применили и на Горанце и тако започели албанизацију.
У пописима спровођеним у бившој СФРЈ, многи Роми, Турци, Муслимани, Горанци и други народи муслиманске вероисповести су регистрована као Албанци, и идентификовали их са муслиманском културом албанског становништва, за разлику од хришћанског наслеђа Срба. Исти принцип се такође примењивао и на пописима Рома, Турака, Муслимана и др. муслиманских народа у Македонији.

### Албанизација Срба
Термин Арнаути или Арнауташи етнографи користе да означе албанизоване Србе (већином током 18. и 19. века). Срби су најпре прошли процес исламизације а након тога процес албанизације.
У 19. веку, писац Бранислав Нушић је забележио да Срби потурице (конвертити у ислам) из Ораховца почињу да говоре албански и жене Албанке. Хаџи-Васиљевић приликом посете Ораховцу током Првог светског рата, тврди да није могао да разликује православне и исламизиране и албанизоване Србе. Говорили су српски језик, носили исте ношње, али су тврдили за себе да су српске, албанске и турске националности.
На попису из 1921. године, већина муслимана Албанаца из Ораховца регистровано је под категоријом „Срби и Хрвати”, на основу лингвистичких критеријума.
Значајан допринос албанизацији Срба на Косову и Метохији дао је и Јосип Броз и његова КПЈ када су позвали 300.000 Албанаца из Албаније да се населе на Косову и Метохији и привремено забранили Србима који су прогнани од стране Трећег рајха за време Другог светског рата да се врате у своје домове на овом простору.

## Албанизација у Албанији
Иван Јастребов наводи многе српско-словенске топониме (области, села, планине), као и старе српске цркве и манастире у Албанији. Један од (дјелимично) поарнаућених Срба био је и призренски Махмуд-паша Ротља (Ротуловић), родом из села Ујмишта. Тај паша још себе није сматрао Арнаутином, боље је говорио српски него арнаутски. Нема ни 100 година од Јастребовог доба како се Љума почела поарнаућивати. Бајрак Ћафа Радомир (Љума (област)) су чинила и села: Радомир, Додај, Чернево... Између Додаја и Чернева је било место с рушевинама које носе назив Таламас-Толамбас-Тулумбас. На врху планине је манастир са гробљем. Врата манастира су још била видљива на јужној страни. Мањих цркава је било много у готово сваком селу. Све су олтаром окренуте ка истоку. Били су православни 250 година. Ношња им је била као код Горанаца и Дебрана. Пре 80 година од када је то писао Јастребов су почели носити арнаутску ношњу и поарнаутили се.
Током диктатуре краља Зогуа и комунистичког режима Енвера Хоџе, влада Албаније охрабрује албанизацију Грка у јужној Албанији, односно Северном Епиру. Под краљем Зогуом грчка и српска села су претрпела тешку репресију, укључујући присилно затварање школа на грчком језику 1933—1934. и присиљавање грчких православних манастира да прихвате ментално болесне логораше. С друге стране, код Хоџе је било драконских мера како би се уместо грчке и српске историје предавала албанска историја у школама.
Године 1967. Албанска партија рада Енвера Хоџе је почела кампању организованог искорењивања религије. Током те кампање уништене су многе цркве и богомоље, забрањен је грчки и српски језик и књиге због својих верских тема или оријентације. Антирелигијска кампања је била само један елемент у широј „идеолошкој културној револуцији Енвера Хоџе” која је започета 1966. године. За време владавине Енвера Хоџе која је трајала од 1945. до 1985. године, већина Срба у Албанији су били приморани да се албанизују, тиме што су узимали албанска имена и презимена. Иако данас Срби у Албанији имају право да врате своја српска имена и презимена, већина њих не жели, најпре због озбиљних финансијских трошкова приликом промена свих личних докумената, непознанице око усклађености нових докумената са матичним књигама и другим подацима о личности, неравноправност приликом запошљавања и учешћа у јавном животу.

## Албанизација у Црној Гори
У данашњој Црној Гори, највише је албанизираних у Улцињу и општини Тузи. Многи и данас имају српска-словенска презимена, а по народној припадности се осећају Албанцима. Говоре подједнако и српски и албански. Од 18 свештеника Барске надбискупије 1966. године, њих 14 осећало Албанцима, а од тих 14 - 9 су имали презимена са завршетком вић, ић (Марстјеповић, Марвулић, Перколић, Коловић, Марђокић, Маркић, Кочовић, Демировић и Бакочевић).
Аљбин Курти се презивао Куртовић и своје словенско презиме је албанизирао. Каплан Буровић, иако рођен у Улцињу као Каплан Ресули (Ресулбеговић), као муслиман и Албанац, изучивши породично предање, вратио је старо презиме и идентитет предака (српску народност и православну веру).